# Gertruda Biernat
Gertruda Józefa Biernat (17 de marzo de 1923 – 1 de marzo de 2016) fue una palenteóloga que destacó por su trabajo en la identificación y estudio de braquiópodos del período Ordovícico de la Era Paleozoica. Varios han sido nombrados en su honor (Biernatium Havlíček, Biernatella Baliński y Biernatia Holmer).
Trabajó en instituciones de la Academia Polaca de Ciencias, publicó importantes trabajos sobre braquiópodos y participó en expediciones paleontológicas a nivel internacional, incluida la dirección de una serie de expediciones en el Ártico.
Durante la Segunda Guerra Mundial se unió a la resistencia polaca, participando en el Alzamiento de Varsovia.

## Biografía
Gertruda Biernat nació en Opole, al este de Polonia, el 17 de marzo de 1923. Vivió en Starogard Gdański hasta 1939, pero después se vio obligada a huir a Varsovia, donde pasó la guerra. Participó en el levantamiento de 1944 como miembro del servicio sanitario. Obtuvo su maestría en Ciencias en la Universidad de Poznań en 1950. En 1953, tras un pequeño periodo en su universidad de origen y en el Museo de la Tierra de Varsovia, fue invitada a ocupar un puesto en el recién creado Laboratorio de Paleozoología (actualmente Instituto de Paleobiología) de la Academia Polaca de Ciencias, puesto que mantuvo hasta su jubilación en 1998.
Los braquiópodos fueron una forma dominante de vida marina en la era Paleozoica, aunque la mayoría de las formas están ahora extintas. Cuando Kozłowski dejó de estudiarlos, quiso que ese trabajo continuara en Polonia.  Biernat amplió ese trabajo a períodos posteriores del Paleozoico, incluido el Ordovícico. Publicó su primer artículo sobre braquiópodos en 1953.  Posteriormente, escribiría o coescribiría monografías y 16 artículos.   También contribuyó con capítulos de libros, incluido un capítulo en coautoría sobre la extinción masiva de braquiópodos en Polonia al final del Ordiviciano.
A pesar de las limitaciones políticas del contacto de los científicos con Occidente durante gran parte de su carrera, Biernat participó en varias actividades internacionales, incluida la autoría de un capítulo en el Tratado de Paleontología de Invertebrados de 1965.   Mantuvo amistades con Helen Muir-Wood y Sir Alwyn Williams . 
Perteneció a una época más refinada, en la que la elegancia era la norma; usaba guantes incluso en verano. Con su muerte, termina una era en la paleontología.Después de la guerra, Skonieczna se casó con su colega geólogo, Sebastian Biernat.   Tuvieron dos hijos,  y ella era bisabuela cuando murió a los 92 años. 
Falleció el 1 de marzo de 2016, a los 95 años. 

## Logros
Biernat obtuvo su doctorado en 1959, con una tesis sobre la ontogenia y taxonomía de un orden extinto de braquiópodos, Orthida, titulada Orthoidea del Devónico medio de las montañas de la Santa Cruz y su ontogenia.  En 1959, Biernat fue miembro de una expedición del Museo Nacional de Estados Unidos en Nueva York.  En la década de 1970, inició y dirigió una serie de expediciones paleontológicas a Spitsbergen en el Ártico.  Entre las publicaciones derivadas de estas se incluye una monografía publicada en inglés y polaco. 
Gertruda Biernat alcanzó reconocimiento internacional en una época en la que los científicos polacos sufrían restricciones de contacto con Occidente impuestas por motivos políticos. Fue una de las autoras del primer tratado sobre braquiópodos, publicado en 1965. En 1985, fue invitada a formar parte del Comité Honorario del primer Congreso Mundial de Braquiópodos en Brest (Bretaña, Francia). Los géneros de braquiópodos Biernatium Havlíček, 1975 (órtido del Devónico), Biernatella Baliński, 1977 (atiridí del Devónico) y Biernatia Holmer, 1989 (acrótretido del Ordovícico) recibieron su nombre en su honor.